# PGC 1686074
LEDA/PGC 1686074 ist eine Galaxie im Sternbild Herkules am Nordsternhimmel, die schätzungsweise 400 Millionen Lichtjahre von der Milchstraße entfernt ist. Im selben Himmelsareal befinden sich u. a. die Galaxien NGC 6308, NGC 6314, NGC 6315.